# Northlakes (Caroline du Nord)
Pour les articles homonymes, voir Northlake.
Northlakes est une census-designated place située dans le comté de Caldwell en Caroline du Nord. En 2010, sa population  était de 1 534 habitants.

## Démographie
| 2000  | 2010  | - | - | - | - |
| ----- | ----- | - | - | - | - |
| 1 390 | 1 534 | - | - | - | - |

## Source de la traduction
- (en) Cet article est partiellement ou en totalité issu de l’article de Wikipédia en anglais intitulé « Northlakes, North Carolina » (voir la liste des auteurs).